# 유존 (즉비애후)
유존(劉尊, ? ~ ?)은 전한 후기의 제후로, 조경숙왕의 손자이다.

## 생애
원봉 원년(기원전 80년), 아버지 유도의 뒤를 이어 즉비후(揤裴侯)에 봉해졌다. 시호를 애(哀)라 하였고, 작위는 아들 유장이 이었다.

## 출전
- 반고, 《한서》 권15상 왕자후표 上

| 선대 아버지 즉비대후 유도 | 전한의 즉비후 기원전 80년 ~ ? | 후대 아들 즉비경후 유장 |